# 1123
Évszázadok: 11. század – 12. század – 13. század
Évtizedek: 1070-es évek – 1080-as évek – 1090-es évek – 1100-as évek – 1110-es évek – 1120-as évek – 1130-as évek – 1140-es évek – 1150-es évek – 1160-as évek – 1170-es évek
Évek: 1118 – 1119 – 1120 – 1121 –  1122 – 1123 – 1124 – 1125 – 1126 – 1127 – 1128

## Események
- március 18–27. – Az első lateráni zsinat megerősíti a wormsi konkordátumot,[1] és előírja a papi nőtlenséget, a cölibátust.
- április 18. – II. Balduin jeruzsálemi király Balak szarúdzs herceg fogságába esik.[2]
- II. István halicsi hadjárata, az Álmos-párti főurak megtagadják a további engedelmességet és hazatérésre kényszerítik a királyt.[3]
- Szutoku japán császár  trónra lépése.

## Születések
- Leonardo Fibonacci itáliai matematikus

## Halálozások
- december 17. – Omar Khajjám perzsa költő, csillagász, matematikus és filozófus